# Andrea Bosman
Pour les articles homonymes, voir Bosman.
Andrea Bosman, née le 6 août 1979 à Eindhoven, est une coureuse cycliste néerlandaise.

## Palmarès
- 2001
  - 2e du Ster Zeeuwsche Eilanden
- 2006
  - 3e étape du Tour de Bretagne
  - 2e du Tour de Bretagne
- 2007
  - 1re étape de Gracia Orlova
  - 3e de Gracia Orlova
- 2008
  - 1re étape du Tour de Bretagne
  - 3e du Ronde van Gelderland
- 2009
  - 5e étape de Gracia Orlova
  - 3e étape du Ster Zeeuwsche Eilanden
  - Ronde rond het Ronostrand
  - Omloop van het Hageland
  - 3e du championnat des Pays-Bas sur route
  - 4e du Tour de Berne
  - 5e de l'Open de Suède Vårgårda
- 2010
  - 3e du Grand Prix Elsy Jacobs
- 2011
  - 2e du Circuit Het Nieuwsblad